# جيمس تي سميث جونيور
جيمس تي سميث جونيور (بالإنجليزية: James T. Smith, Jr.)‏ هو قاضي ومحامي أمريكي، ولد في 8 فبراير 1942.